# Idiops opifex
Idiops opifex är en spindelart som först beskrevs av Simon 1889.  Idiops opifex ingår i släktet Idiops och familjen Idiopidae.
Artens utbredningsområde är Franska Guyana. Inga underarter finns listade i Catalogue of Life.